# Sybra unifasciata
Sybra unifasciata là một loài bọ cánh cứng trong họ Cerambycidae.